# František Čáp
František Čáp (7 de desembre de 1913, Čachovice, Bohèmia, Imperi Austrohongarès – 12 de gener de 1972, Ankaran, Eslovènia), també conegut com a "Franz Cap" a Alemanya, va ser un director de cinema i guionista txecoslovac. Va dirigir un total de 32 pel·lícules entre el 1939 i el 1970.
Va ser durant els anys 1940 que František Čáp va obtenir les distincions més destacades de la seva llarga carrera cinematogràfica: el 1941 va rebre una menció especial del jurat al Festival Internacional de Cinema de Venècia per la pel·lícula Nocní motýl i el 1946 va guanyar el Grand Prix (guardó que va precedir la Palma d'Or) del Festival Internacional de Cinema de Canes per la seva pel·lícula Muži bez křídel (homes sense ales).
El 1952 Čáp es va mudar a Ljubljana després d'acceptar la invitació de Branimir Tuma, director de Triglav Film. La seva primera obra iugoslava va ser la comèdia romàntica Vesna (1953), una pel·lícula amb elements de Heimatfilm combinats amb característiques pròpies de melodrama txeco-austíac de la vigília de la Segona Guerra Mundial. L'èxit artístic i comercial de la pel·lícula el van portar a rodar una segona seqüela el 1957, titulada Ne čakaj na maj. El 1954 i 1955 Čáp va guanyar el premi "Big Golden Arena" del Festival de Cinema de Pula per les seves pel·lícules Vesna ("Primavera") i Trenutki odločitve, respectivament.
Amb la pel·lícula alemanya Die Geierwally (1956), basada en la novela homònima de Wilhelmine von Hillern, Čáp va filmar una de les pel·lícules més populars de la seva carrera cinematogràfica.
Una altra destacada pel·lícula va ser X-25 javlja (1960), un thriller inspirat en la Segona Guerra Mundial i rodat a Zagreb.
El 1962, amb la pobre acollida que va rebre la comèdia Naš avto ("El nostre cotxe"), Čáp va ser incapaç de trobar feina a Iugoslàvia i es va posar a dirigir pel·lícules i sèries televisives a Alemanya i a Àustria.

## Filmografia
| - 1939: Ohnivé léto - 1940: Babicka - 1940: Panna - 1941: Preludium - 1941: Nocní motýl - 1941: Jan Cimbura - 1942: Kníze Václa - 1943: Tanecnice - 1944: Devcica z Bezkyd - 1944: Mlhy na blatech - 1945: Z ruze kvítek - 1946: Muži bez křídel - 1947: Krizovatka - 1947: Znamení kotvy - 1948: Bílá tma - 1948: Muzikant - 1950: Kronjuwelen | - 1951: Das ewige Spiel - 1952: Die Spur führt nach Berlin - 1953: Vesna - 1954: Am Anfang war es Sünde - 1955: Trenutki odločitve - 1956: Die Geierwally - 1956: Hilfe – sie liebt mich - 1957: Ne čakaj na maj - 1957: Harte Männer, heiße Liebe - 1959: Die Tür bleibt offen - 1960: X-25 javlja - 1962: Naš avto - 1962: Wir treffen uns heute abend - 1965: Piran - 1966: Mafia – Die ehrenwerte Gesellschaft - 1970: Das Kamel geht durch das Nadelöhr |